# Любен Ділов
Любен Ділов (болг. Любен Дилов, 1927—2008) — болгарський письменник-фантаст, прозаїк, публіцист, помітна постать болгарської наукової фантастики 1960-1990-х років.

## Біографія
Народився в Червен-Брягу у 1927 році. З 1939 року жив в Німеччині, після війни повернувся в Болгарію. Закінчив відділення болгарської філології Софійського університету, працював в редакціях журналів «Септември», «Картинна галерея», в апараті Спілки письменників. У пресі дебютував в 1951 році з нарисами і реалістичними оповіданнями. У 1953 р вийшла перша книга Дилова — збірка оповідань «Голуби над Берліном» («Г'л'бі над Берлін»). Лауреат премій «Єврокон-3» (Польща, Познань, 1976) — за роман «Шлях Ікара», «Карел Чапек» (Чехія, 1991) — за внесок в культуру та ін. Засновник національної жанрової премії «Гравітон» (вручалась з 1990 до 2005 рок).

## Творчість
До наукової фантастики Ділов звернувся в кінці 1950-х років. Дебют в жанрі — роман «Атомна людина» (Атомният човек, 1958) про подорож в світ комуністичного майбутнього. Написаний в традиціях науково-прогностичної наукової фантастики 1950-60-х років, дебютний роман — найслабша книга письменника, який ніколи, до речі, не зараховував себе до жанрових авторів і розглядає фантастику як літературний прийом, метод. Цікавіша була друга книга — фантастичний детектив «У страху багато імен» (Многото имена на страха, 1967) про можливу перебудову людини шляхом видалення «органу страху».
Ділов — один з найрізнобічніших авторів болгарської фантастики, витончений стиліст, рівень таланту якого можна порівняти з братами Стругацькими та С. Лемом. Він однаково успішно пише соціально-філософську і пародійно-гумористичну наукову фантастику, сатиричний гротеск і фантастичний детектив. Розповідями, що склали збірники «Нагодуй орла» (Да нахраниш орела, 1977), "Подвійна зірка (Двойната звезда, 1979) тощо властива пародійно-сатирична інтонація. Ділов іронізує над космічними і технологічними амбіціями людства. Влучно охарактеризував Ділова О. Сапарев, який назвав фантаста «іронічним скептиком і фривольним моралістом». З великих творів 60-х виділяється філософський роман «Важкість скафандра» (Тяжестта на скафандъра, 1969), оригінально трактує тему Контакту (Контакт як форма космічного флірту). Але проблематика роману набагато ширше — символічно назва: Тяжкість скафандра — це «фізична обмеженість людського існування, цілком залежного від машин, без яких людина беззахисна в крижаному жаху Космосу». З ранніх книг Ділова виділяється також книга новел (швидше — роман в оповіданнях) «Мій дивний приятель — астроном» (Моят странет приятел — астрономът, 1971), якій притаманне більше лірико-філософська наповненість, ніж гротескові ефекти.
Найзначніший твір 1970-х — багатоплановий роман-утопія «Шлях Ікара» (Пътят на Икар, 1974), названий «найамбітнішим романом Л. Ділова». В основі сюжету — багатовіковий політ чергового «зоряного ковчега» (в даному випадку в ролі зореліта виступає астероїд), але основна увага зосереджено на психологічних і моральних проблемах (наприклад, конфлікт поколінь), що виникають в середовищі зіркових блукачів.
До кінця 70-х в творчості Ділова посилюється пародійний елемент: романи «Парадокс дзеркала» (Парадоксът на огледалото, 1976), «Втрачений шанс» (Пропуснатият шанс, 1981), збудований як колаж історій «з творів мого комп'ютера»; «Незавершений роман студентки» (Незавършеният роман на една студентка, 1986).
Виділяється також вдалий досвід Ділова в жанрі фантастики для підлітків — роман-дилогія «Зоряні пригоди Нумі і Ніки» (Звезднити приключения на Нуми и Ники, 1980) і «До Райської планети і назад» (До Райската планета и назад, 1983), що продовжує традиції чарівної казки і сатиричних «незвичайних подорожей» світової літератури.
В останні роки Ділов розсунув рамки своєї творчості, звернувшись до притч, релігійно-біблійних мотивів і досвіду світового екзистенціалізму.
З нехудожніх творів Ділова виділяється автобіографічна повість-есе «Записки фантаста» (Записки на фантаста, 1988).

### Твори

#### Романи
- «Атомният човек» — 1958
- «Кладенецът на таласъмите» — 1963
- «Помня тази пролёт» — 1964
- «Многото имена на страха» («У страху багато імен») — 1967
- «Тежестта на скафандъра» — 1969
- «Пътят на Икар[ro]» — 1974
- «Парадоксът на огледалото» — 1976
- «Звездните приключения на Нуми и Ники» («Зоряні пригоди Нумі і Ніки») — 1980
- «Пропуснатият шанс. Из съчиненията на моя компютър» («Втрачений шанс») — 1981
- «Незавършеният роман на една студентка» («Незавершений роман студентки») — 1982
- «До Райската планета и назад. Другите приключения на Нуми и Ники» («До Райської планети і назад. Нові пригоди Нумі і Нікі») — 1983
- «Жестокият експеримент» («Жорстокий експеримент») — 1985
- «Библията на Лилит» — 1999
- «Голямата стъпка» — 1999
- «Демонът на Максуел» — 2001
- «Да избереш себе си» — 2002

### Повісті
- «Наперед, човечество!» («Вперед, людство!») — 1971
- «Цялата истина около шимпанзето Топси» («Вся правда про Топсі») — 1976
- «Новогодишна трагедия» («Новорічна трагедія») — 1978
- «Странните качества на Борис Левиташки» («Дивовижні здатності Бориса Левіташки») — 1979
- «Експеримент в криминалния жанр» («Експеримент в детективному жанрі») — 1981
- «Ограбената истина» («Пограбована істина») — 1981
- «Предисторията на едно заболяване» («Передісторія однієї хвороби») — 1981